# William FitzWilliam (3e vicomte FitzWilliam)
Pour les articles homonymes, voir William FitzWilliam.
William FitzWilliam, 3e vicomte FitzWilliam (c.1610-1674) est un noble irlandais de l'ère Stuart. Il combat aux côtés des royalistes pendant la guerre civile anglaise, mais fait plus tard la paix avec le régime de Cromwell. Dans ses dernières années, il professe ouvertement la foi catholique romaine, qui est alors illégale.

## Origines
Il est né à Merrion Castle, qui est situé à l'actuel Mount Merrion, Dublin, le plus jeune fils de Thomas FitzWilliam (1er vicomte FitzWilliam) (en) et Margaret Plunkett, fille d'Oliver Plunkett, 4e baron Louth et Frances Bagenal. La famille FitzWilliam est enregistrée pour la première fois en Irlande vers 1210 et, au XVIIe siècle, elle est devenue l'un des plus grands propriétaires terriens de Dublin. Ils ont un historique de loyauté envers la couronne anglaise, et la vicomté est conférée à l'aîné Thomas en 1629 par Charles Ier en reconnaissance de ses bons services à la cause royale. Le titre n'est pas bon marché puisque la Couronne attend une aide financière en retour, et les domaines de Fitzwilliam sont hypothéqués dans les années 1630 pour couvrir le coût des cadeaux de la famille à la Couronne.

## Guerre civile et restauration
En tant que jeune homme, William semble avoir vécu dans l'ombre de son frère aîné Oliver FitzWilliam, 1er comte de Tyrconnell. Quand Oliver devient colonel dans l'armée française, Guillaume est son lieutenant. Tous deux gagnent la confiance de Charles Ier d'Angleterre, et tandis qu'Oliver retourne combattre en Irlande, William devient gouverneur de Whitchurch et lieutenant général du Shropshire.
Lorsqu'il devient clair que la cause royaliste est perdue, Oliver et William font tous deux la paix avec Oliver Cromwell et en 1655, après la mort de leur père et de leur frère aîné Richard, une partie des terres familiales leur est restituée. Avant que les combats ne deviennent sérieux, William, sa femme et sa famille ont vécu au château de Dundrum, mais ils sont chassés en 1642 et reviennent à nouveau en 1646. Vers 1652, les Fitzwilliam quittent Dundrum et n'y vivent plus. Leur résidence ultérieure est le château de Simmonscourt, où ils vivent peu de temps après la restauration de Charles II.
En 1667, à la mort d'Oliver, William devient le 3e vicomte Fitzwilliam. Comme Oliver n'a pas d'enfants et que leur prochain frère Christopher est également décédé, laissant une fille unique; le comté s'éteint avec Oliver. Il semble avoir préféré vivre à Dublin plutôt qu'à Merrion Castle, qui se trouve alors à une certaine distance de la ville. Il meurt dans sa maison de ville dans la paroisse de Saint-Nicolas à l'intérieur, près de la cathédrale Christ Church, dont les cloches à sa demande ont sonné à sa mort en 1674 .

## Religion
Encouragé peut-être par le penchant bien connu de Charles II pour l'Église catholique, dans laquelle il entre sur son lit de mort, Guillaume, malgré les lois pénales, pratique ouvertement sa foi catholique romaine. À sa mort, il est assisté de plusieurs prêtres catholiques, et bien que, comme son frère Oliver, il ait été enterré dans l'église Donnybrook, le service funéraire est conduit selon le rite catholique. Son fils et héritier Thomas est également un catholique affiché, tandis que ses filles se marient dans des familles catholiques sans titre plutôt que dans la noblesse protestante .

## Famille
William épouse Mary Luttrell, fille de Thomas Luttrell du château de Luttrellstown et sa seconde épouse Alison St Lawrence, fille de Nicholas St Lawrence (9e baron Howth) (en). Marie est décédée vers 1673. Ils ont six enfants  :
- Thomas Fitzwilliam (4e vicomte Fitzwilliam) ;
- Mary, qui épouse John Browne de Clongowes Wood, comté de Kildare ;
- Rose, qui épouse Christopher Malpas de Winston ;
- Margaret, qui épouse James Crawley ;
- Catherine, qui épouse Nicholas Netterville ;
- Dorothy, qui épouse Thomas Meagher.